# El templo del pop
El templo del pop è la prima raccolta del gruppo musicale argentino Miranda!.

## Il disco
Il disco contiene ben 20 tracce, tra cui due inediti ("Chicas", estratta come singolo, e "Mi propia vida") e un megamix. L'album è stato pubblicato nel 2008.

## Tracce
1. Perfecta
2. Chicas
3. Enamorada
4. Don
5. Yo Te Diré
6. Traición
7. Bailarina
8. Prisionero
9. Imán
10. Hola
11. El Profe
12. Romix
13. Otra Vez
14. Mi Propia Vida
15. Uno Los Dos
16. Tu Juego
17. Vete De Aquí (con Fangoria)
18. Navidad
19. Quiéreme... Tengo Frío
20. Mirandamix (Miranda! Vs. DJ Deró) Miranda! megamix by DJ Deró